# Rondo Reagana we Wrocławiu
Rondo Reagana także Stacja MPK Plac Grunwaldzki – dwukondygnacyjny budynek na placu Grunwaldzkim we Wrocławiu. Oddany do użytku 15 marca 2008. Pełni rolę centrum przesiadkowego. Patronem ronda jest prezydent Stanów Zjednoczonych Ronald Reagan.

## Położenie
Budynek znajduje się we wschodniej części centrum o wielkomiejskim charakterze, w dzielnicy Śródmieście, na osiedlu Plac Grunwaldzki, w miejscu dawnej Gwiazdy Szczytnickiej (niem. Scheitniger Stern), będącej skrzyżowaniem obecnych ulic Piastowskiej, Skłodowskiej-Curie, Szczytnickiej i Placu Grunwaldzkiego. W pobliżu znajdują się budynki biurowe Grunwaldzki Centre, Pasaż Grunwaldzki oraz budynki zwane „sedesowcami”.

## Historia
Budowę Ronda Reagana rozpoczęto w marcu 2006 i zakończono w marcu 2008. Inwestycja warta była 70,8 miliona złotych. Generalnym wykonawcą była firma Budimex, a budynek oddano do użytku 15 marca 2008. W momencie planowania budynku zdecydowano, że ruch pieszy będzie odbywał się zarówno przez przejście podziemne, jak i przez przejścia naziemne. Jednak urzędnicy z wrocławskiego magistratu zdecydowali, że przejścia naziemne nie zostaną wybudowane, jako powód podając, że ruch pieszych utrudniałby przejazd samochodów przez skrzyżowanie, a także stanowiłoby zagrożenie dla pieszych. Decyzja zapadła przed oddaniem do użytku Autostradowej Obwodnicy Wrocławia, gdy przez Plac Grunwaldzki przebiegał tranzyt przez miasto.
Zmiana decyzji nastąpiła w roku 2016, po kilkuletniej walce prowadzonej przez aktywistów miejskich i społeczników. W ramach tej inwestycji nie tylko wytyczono przejścia naziemne, ale przebudowano chodniki, obniżono krawężniki i przebudowano sygnalizację świetlną, a koszt wyniósł 110 411 złotych.
W 2020 rondo przeszło kolejną modernizację, tym razem zmieniono nawierzchnię, podniesiono perony 3 i 4 aby ułatwić pasażerom wsiadanie i wysiadanie z pojazdów, zwłaszcza matkom z dziećmi i osobom z ograniczeniami ruchowymi. 20 listopada 2022 na rondzie doszło do groźnego wypadku: po zderzeniu z samochodem osobowym autobus wpadł do przejścia podziemnego, dokonując rozległego uszkodzenia konstrukcji. Autobus został wyciągnięty za pomocą dźwigu, a remont, który kosztował miasto 115 tys. zł, zakończono 30 maja 2023.

## Budynek
Budynek jest w kształcie elipsy i jest pokryty dachem. Liczy dwie kondygnacje, nadziemną i podziemną, i obsługuje do ośmiu pojazdów komunikacji jednocześnie na czterech peronach. Z pozostałą częścią placu budynek połączony jest przejściem podziemnym.